# Yancy Butler

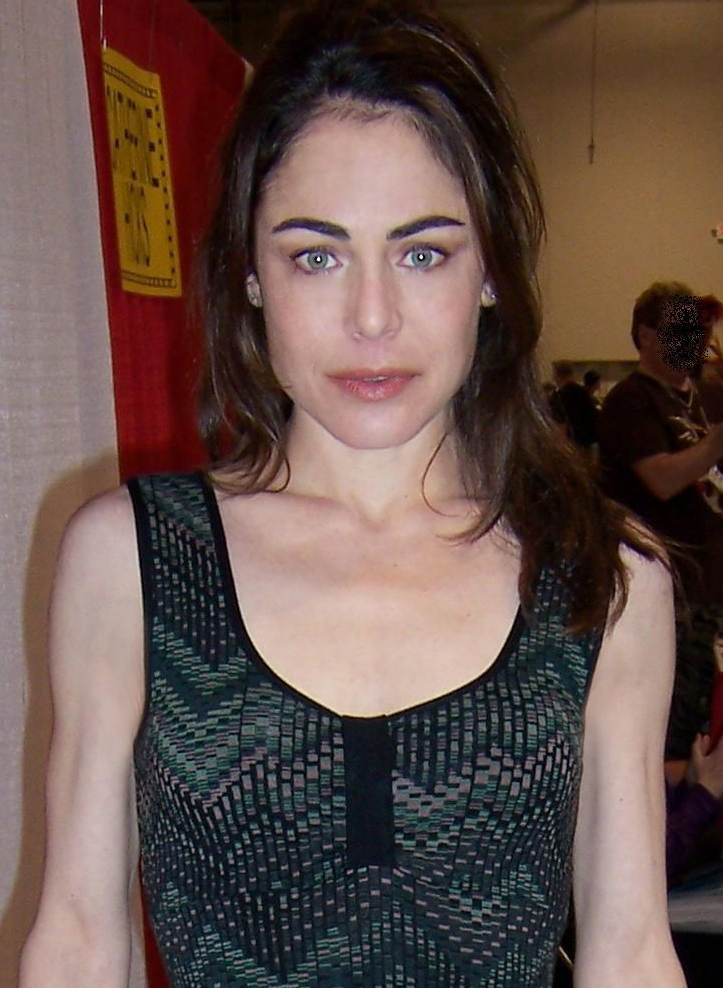
Yancy Butler 2009

Yancy Victoria Butler (* 2. Juli 1970 in New York City, New York) ist eine US-amerikanische Schauspielerin.

## Leben
Butler wuchs in Greenwich Village auf, ihr Vater Joe Butler ist ein Musiker. Yancy Butler studierte in den New Yorker HB Studios und am Sarah Lawrence College.
Butler spielte als Kind im Horrorfilm Der Killer hinter der Maske, ihre erste Rolle als Erwachsene erhielt sie 1991 in der Fernsehserie Law & Order. 1992 trat sie in einer der Hauptrollen in der Science-Fiction-Actionserie Mann & Machine auf. Im Actionfilm Harte Ziele (1993) von John Woo spielte sie an der Seite von Jean-Claude Van Damme und Lance Henriksen. Im Actionfilm Drop Zone (1994) spielte sie neben Wesley Snipes und Gary Busey eine der größeren Rollen. Im Actionfilm Zeugin auf der Flucht (1999) übernahm sie die Hauptrolle.
Butler spielte die Hauptrolle von Sara Pezzini im Fernsehfilm Witchblade – Die Waffe der Götter (2000) wie auch in der gleichnamigen Fernsehserie aus den Jahren 2001 bis 2002. Für die Rolle in der Serie gewann sie 2002 den Saturn Award.
Nach der Einstellung der Serie Witchblade wurde sie wiederholt wegen Vergehen im Zusammenhang mit Alkoholkonsum festgenommen.

## Filmografie (Auswahl)
- 1979: Der Killer hinter der Maske (Savage Weekend)
- 1992: L.A. Machine (Mann And Machine)
- 1993: Harte Ziele (Hard Target)
- 1994: Drop Zone
- 1995: Let it be me
- 1996: Fast Money – Treibjagd nach Tijuana (Fast Money)
- 1997: The Axe
- 1998: Manche mögens anders (The Treat)
- 1999: Zeugin auf der Flucht (The Witness Files)
- 1999: Infiziert – Mit Todesviren auf der Flucht (Doomsday Man – Tödliche Viren)
- 2000: Witchblade – Die Waffe der Götter (Witchblade, Fernsehfilm)
- 2001–2002: Witchblade – Die Waffe der Götter (Witchblade, Fernsehserie, 23 Episoden)
- 2006: Bloodlines
- 2006: Basilisk – Der Schlangenkönig (Basilisk: The Serpent King) (Fernsehfilm)
- 2010: Kick-Ass
- 2010: Lake Placid 3 (Fernsehfilm)
- 2011: Rage of the Yeti – Gefährliche Schatzsuche (Rage of the Yeti)
- 2012: Lake Placid 4 (Lake Placid: The Final Chapter, Fernsehfilm)
- 2012: Rage of the Yeti
- 2012: Shark Week
- 2013: Kick-Ass 2
- 2013: Hänsel und Gretel – Black Forest (Hänsel & Gretel Get Baked)
- 2015: Lake Placid vs. Anaconda (Fernsehfilm)
- 2017: Zero Tolerance
- 2017: Boyfriend Killer (Fernsehfilm)
- 2017: Chasing the Star
- 2018: The Assassin’s Code
- 2019: American Criminal
- 2020: Emerald Run
- 2020: Slayed – Wer stirbt als nächstes? (Initiation)
- 2021: Boogey-Man
- 2021: Last Call in the Dog House
- 2021: The Accursed
- 2021: Diary of a Lunatic (Fernsehserie, 2 Episoden)